# Jokhang
| Tibetische Bezeichnung                                             |
| ------------------------------------------------------------------ |
| Tibetische Schrift: ཇོ་ཁང། གཙུག་ལག་ཁང།                               |
| Wylie-Transliteration: jo khang, gtsug lag khang                   |
| Aussprache in IPA: [tɕʰòkaŋ], [tsúklakaŋ]                          |
| Offizielle Transkription der VRCh: Qokang, Zuglagkang              |
| THDL-Transkription: Jokhang, Tsuklakkhang                          |
| Andere Schreibweisen: Jokang, Dschokhang; Tsuklakhang, Tsuglakhang |
| Chinesische Bezeichnung                                            |
| Traditionell: 大昭寺                                               |
| Vereinfacht: 大昭寺                                                |
| Pinyin:Dàzhāo Sì                                                   |

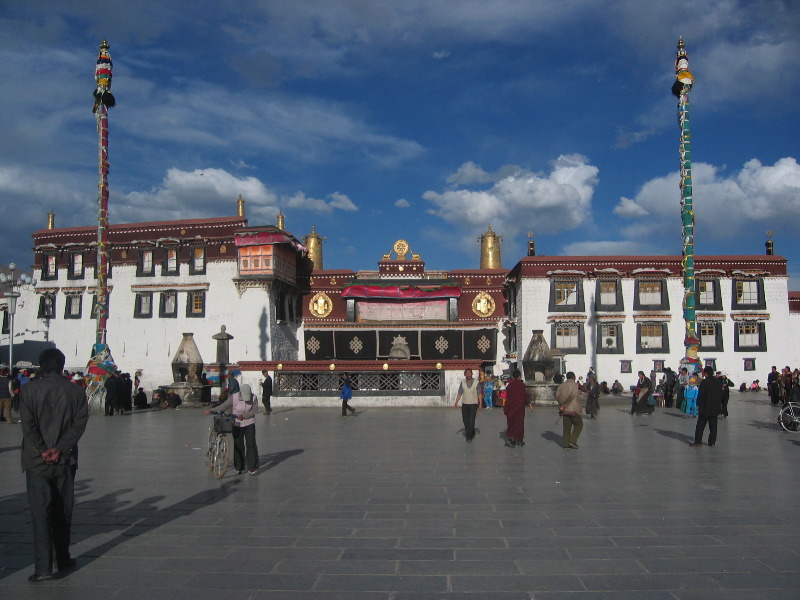
Der Jokhangtempel in Lhasa

Der Jokhang ist das bedeutendste Heiligtum innerhalb des Lhasa Tsuglagkhang und liegt inmitten der Altstadt von Lhasa, der Hauptstadt des Autonomen Gebiets Tibet der Volksrepublik China. Für die Tibeter bildet er eine Art Zentralheiligtum, zu dem man nach Möglichkeit mindestens einmal im Leben gepilgert sein sollte.

## Legenden und Geschichte

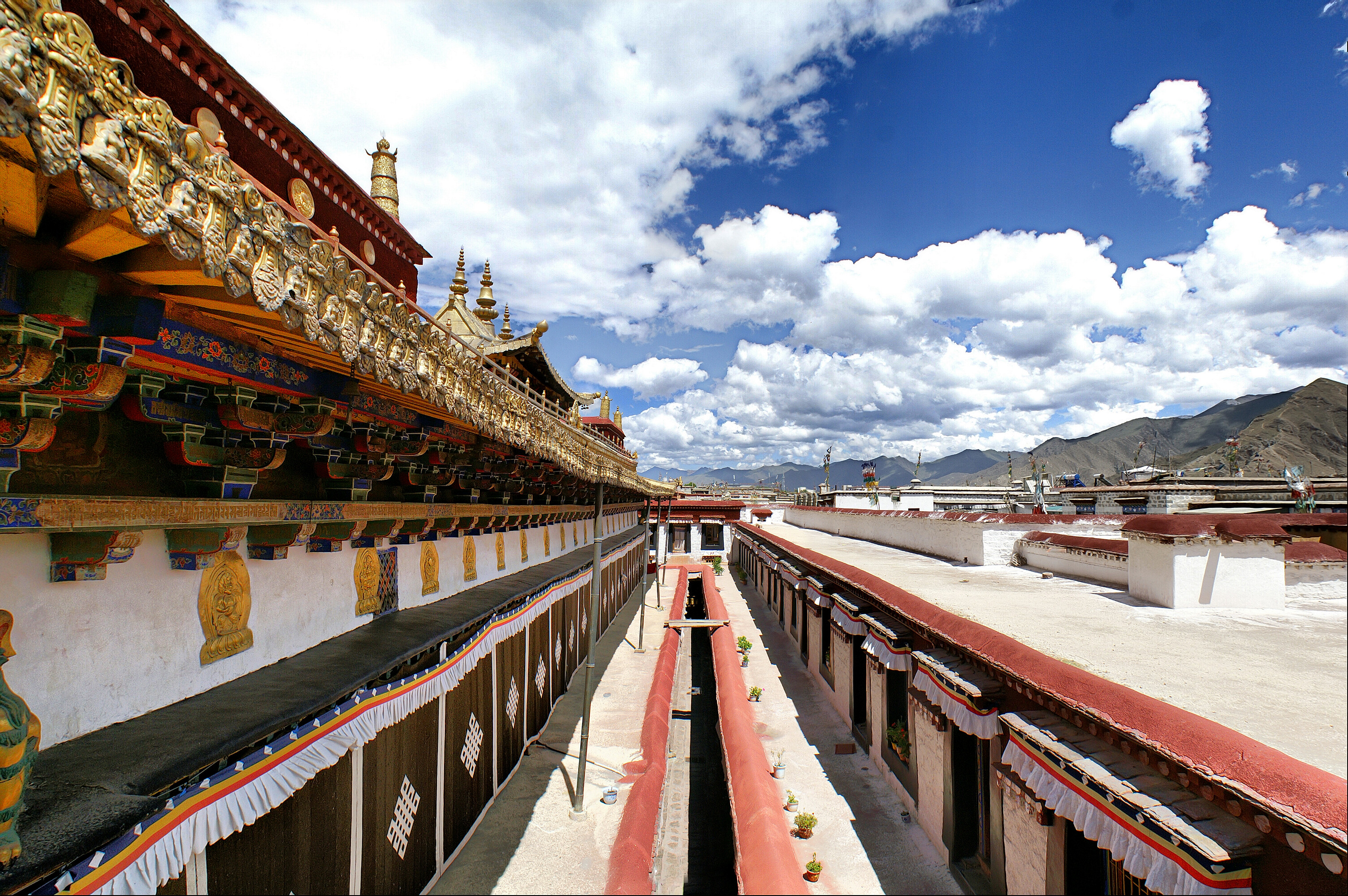
Eine Ecke des Jokhang-Heiligtums

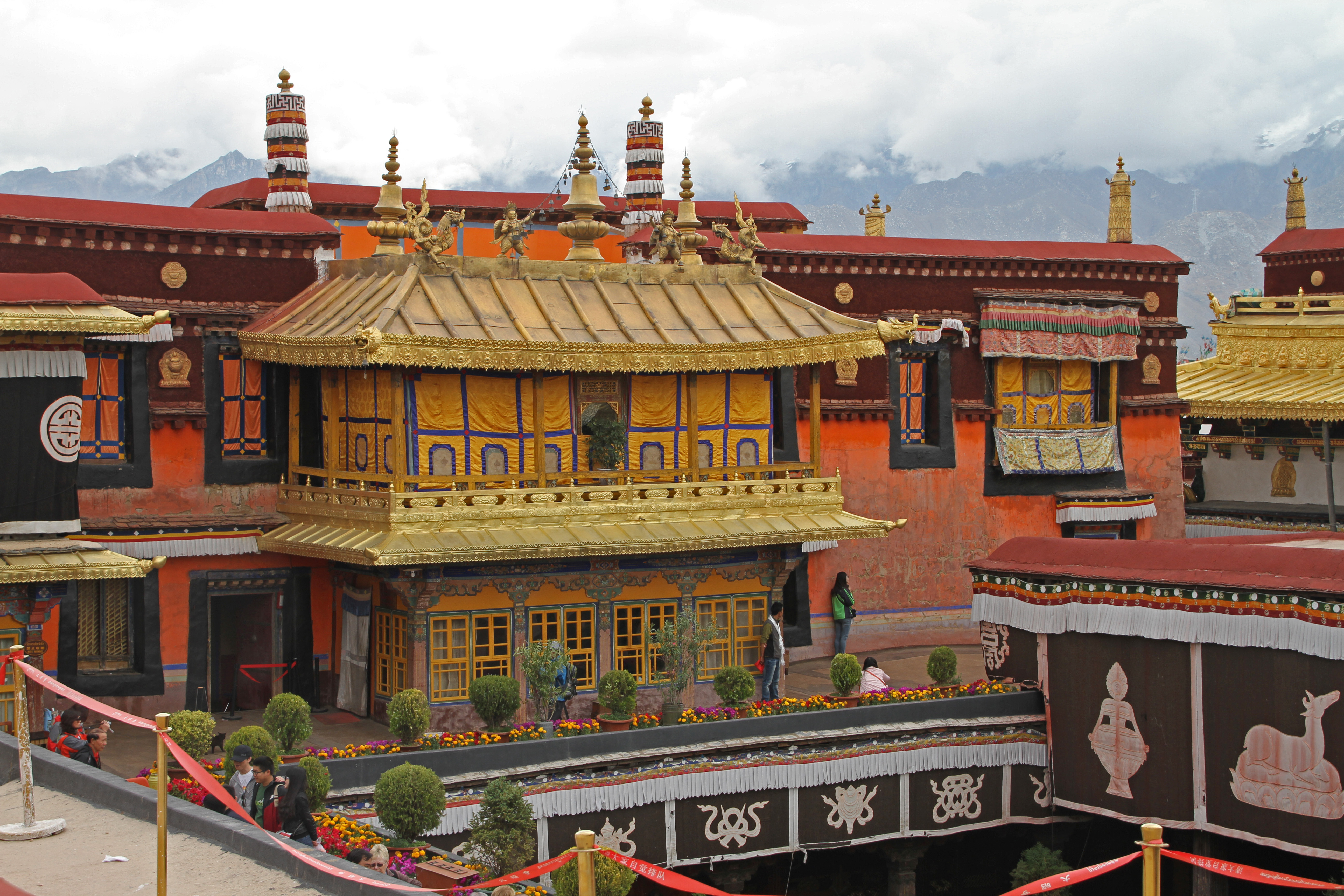
Jokhang, Dachterrasse

Der Legende nach wurde der Jokhang im Jahre 639 von König Songtsen Gampos nepalesischer Gemahlin, der Prinzessin Bhrikuti (tib.: khri btsun) errichtet, nachdem der ehemals an dieser Stelle gelegene Milchsee (tib. ’o thang gi mtsho) mit Hilfe der Divination von Songtsen Gampos chinesischer Gemahlin Wen Cheng trockengelegt worden war. Der zwischen 642 und 653 fertiggestellte Bau wurde von den in Begleitung Bhrikutis in das Schneeland gekommenen nepalesischen Künstlern vollendet. Ursprünglich dürfte es sich um ein relativ kleines Gebäude gehandelt haben. Indem die Anlage des Jokhang später – vermutlich insbesondere zur Zeit Tsongkhapas (1357–1419) – um zahlreiche Nebengebäude und weitere Stockwerke erweitert wurde, erhielt sie den Namen Lhasa Tsuglagkhang. Die Gesamtanlage besaß damit eine Fläche von etwa 21.500 m². und bildete von dieser Zeit an die Stätte zur Abhaltung des „Großen Gebetes“ des sogenannten Mönlam Chenmo (tib.: smon lam chen mo).
Während des Aufstandes von 1959 achtete die Volksbefreiungsarmee peinlich darauf, den Tempel nicht zu beschädigen, doch während der Kulturrevolution von 1966 bis 1976 wurde der Jokhang unter Beteiligung der Bevölkerung von Lhasa geplündert und schließlich als Hauptquartier der Roten Garden sowie als Gästehaus und Filmtheater genutzt.
Im Jahr 1981 wurde der Jokhang unter nationalen Denkmalschutz gestellt. Im Jahr 2000 wurde er zusammen mit dem Potala-Palast als „Historisches Ensemble Potala-Palast in Lhasa“ zum UNESCO-Weltkulturerbe erklärt. 2001 kam noch der Norbulingka dazu.
Am 17. Februar 2018 brach einen Tag nach Beginn der traditionellen tibetischen Neujahrsfeiern in den Abendstunden ein Feuer im Tempel aus. Über die konkreten Schäden machten die ersten offiziellen Berichte in China keine Angaben.

## Architektur
Das mit vergoldeten Bronzeziegeln gedeckte Dach ist mit einem von Gazellen flankierten Dharma-Rad geschmückt. In der Haupthalle befinden sich unter anderem die vergoldete Statue des Jovo Rinpoche Shakyamuni, einer speziellen, mit dem Bodhisattva-Schmuck versehenen Form des Buddha Shakyamuni, sowie Statuen des Avalokiteshvara, Maitreya und Padmasambhava sowie von Songtsen Gampo und seinen beiden Gemahlinnen, der chinesischen Wen Cheng und der nepalesischen Bhrikuti.

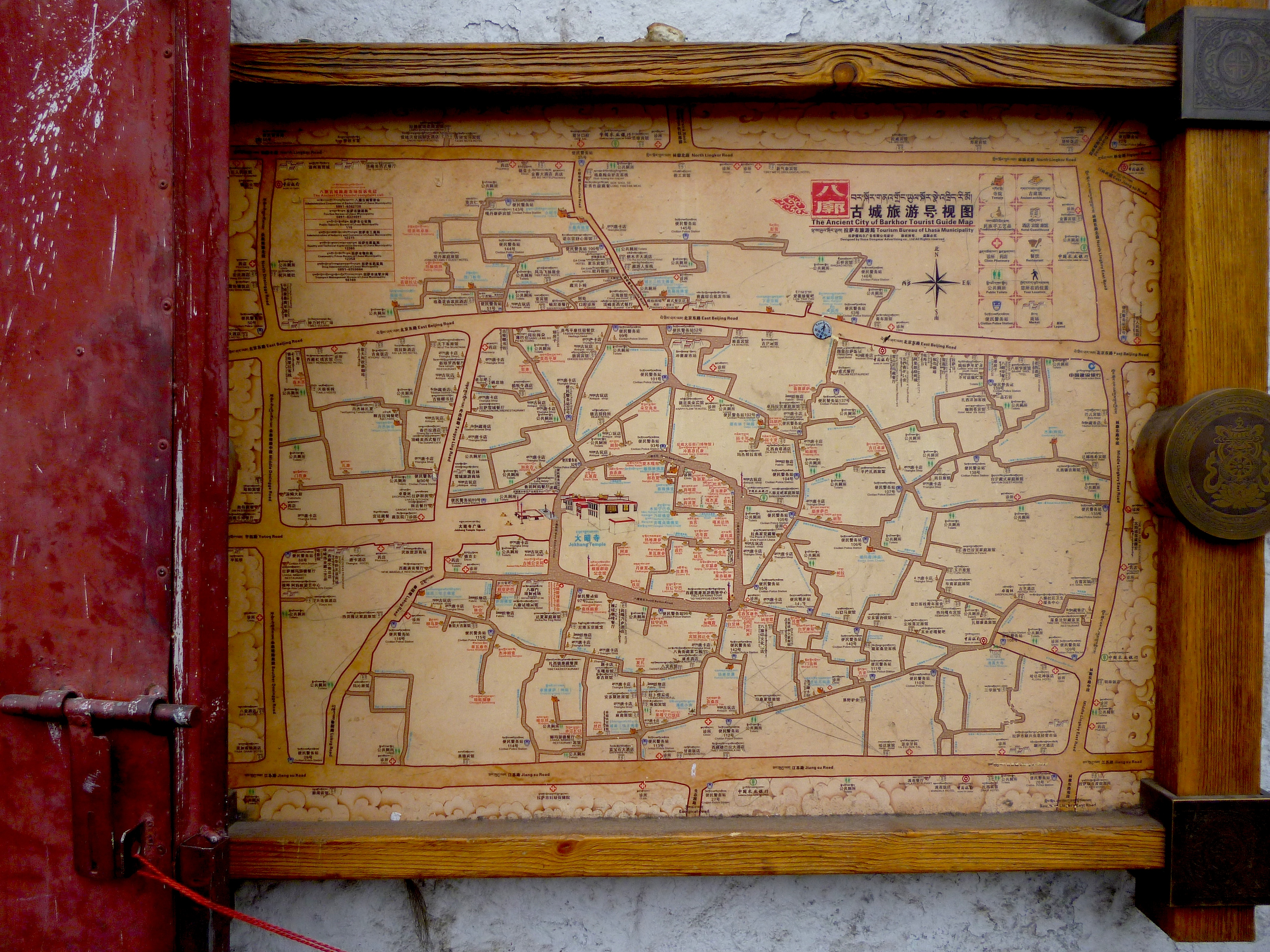
Stadtplan der Altstadt von Lhasa

Der im Zentrum gelegene Jokhang wird von einem Wandelgang mit Gebetsmühlen umgeben, Nangkhor (‚Innerer Weg‘) genannt – der ‚mittlere‘ Weg ist der Pilgerweg der Barkhor rund um das Kloster, der äußere Weg der Lingkhor rund um die Altstadt.
Die Anlage ist ein Musterbeispiel der tibetischen Architektur und wurde mehrfach ausführlich beschrieben.